# Шієу (Бістріца-Несеуд)
Шієу (рум. Șieu) — село у повіті Бистриця-Несеуд в Румунії. Адміністративний центр комуни Шієу.
Село розташоване на відстані 307 км на північ від Бухареста, 16 км на південний схід від Бистриці, 80 км на схід від Клуж-Напоки.

## Населення
За даними перепису населення 2002 року у селі проживали 1382 особи.
Національний склад населення села:
| Національність | Кількість осіб | Відсоток |
| -------------- | -------------- | -------- |
| румуни         | 1176           | 85,1%    |
| угорці         | 170            | 12,3%    |
| цигани         | 34             | 2,5%     |

Рідною мовою назвали:
| Мова      | Кількість осіб | Відсоток |
| --------- | -------------- | -------- |
| румунська | 1198           | 86,7%    |
| угорська  | 167            | 12,1%    |
| циганська | 15             | 1,1%     |